# NGC 5005
NGC 5005 es una galaxia espiral situada en la constelación de Canes Venatici visible con telescopios de aficionado, y a una distancia que se considera similar a la de la galaxia espiral NGC 5033, con la que forma una pareja bastante conspicua.

## Características
Cómo NGC 5033, NGC 5005 también es una galaxia de núcleo activo, siendo clasificada cómo LINER por algunos autores y por galaxia Seyfert por otros
Su zona central ha sido estudiada en detalle en la longitud de onda de los rayos X, mostrando evidencias sobre la base de la emisión de estos de la presencia de un agujero negro supermasivo en su centro.
Además, sus regiones centrales son muy abundantes en hidrógeno molecular, estando éste distribuido allí en un anillo de radio 3 kiloparsecs, un disco central con una masa de dos mil millones de masas solares, y una corriente de gas hacia el noroeste dentro de ese anillo, todo lo cual sugiere que NGC 5005 está transportando gas hacia sus regiones centrales para producir en el futuro un brote estelar; de hecho, otros autores postulan que ya puede estar produciéndose tal brote estelar
Sin embargo, actualmente en el resto de esta galaxia la formación estelar es bastante baja, estando delimitados sus brazos espirales sobre todo por bandas de polvo interestelar y habiendo muy pocas y pequeñas regiones HII en ellos.